# جيفرسون بيريس
جيفرسون بيريس هو أستاذ جامعي واقتصادي وسياسي برازيلي، ولد في 18 مارس 1932 في ماناوس في البرازيل، وتوفي بنفس المكان في 23 مايو 2008 بسبب نوبة قلبية. نشط حزبياً في الحزب الديمقراطي الاجتماعي البرازيلي. وقد انتخب عضو مجلس الشيوخ من البرازيل ‏.

## وصلات خارجية
- الموقع الرسمي